# Colonia Ángel Bocanegra
Colonia Ángel Bocanegra är en ort i Mexiko.   Den ligger i kommunen Tepoztlán och delstaten Morelos, i den sydöstra delen av landet, 60 km söder om huvudstaden Mexico City. Colonia Ángel Bocanegra ligger 1 266 meter över havet och antalet invånare är 1 235.
Terrängen runt Colonia Ángel Bocanegra är kuperad åt nordväst, men åt sydost är den platt. Runt Colonia Ángel Bocanegra är det mycket tätbefolkat, med 1 056 invånare per kvadratkilometer. Närmaste större samhälle är Jiutepec, 16,3 km väster om Colonia Ángel Bocanegra. Omgivningarna runt Colonia Ángel Bocanegra är en mosaik av jordbruksmark och naturlig växtlighet.